# トアンフック橋
トアンフック橋（トアンフックばし、ベトナム語：Cầu Thuận Phước / 橋順福）は、ベトナム、ダナンのハン川下流に架かる吊り橋である。
橋は4車線で3つのスパンがあり、長さ1,850m、幅18m、メインスパンの長さは405mである。2本ある主塔の高さは80m。この橋は、ベトナムで最も長い吊り橋であり、およそ1兆ドンが投資された。橋は、中国、キューバ、カナダからの支援を含む推計6500億ドン (約4200万US$)の費用で建設された。
橋の建設は2003年に着工し、ベトナムの首相グエン・タン・ズンなど多くの政府高官が出席した除幕式が行われた2009年7月19日に完成した。